# Alchemilla oligantha
Alchemilla oligantha é uma espécie de rosácea do gênero Alchemilla, pertencente à família Rosaceae.